# Essi Sainio
Essi Katriina Sainio (* 9. September 1986 in Helsinki) ist eine finnische Fußballnationalspielerin. Die Mittelfeldspielerin spielt für HJK Helsinki.

## Werdegang

### Vereine
Ihre Karriere begann sie im Alter von neun Jahren bei FC Kasiysi Espoo. Über den FC Espoo, FC Honka Espoo wechselte sie nach der Saison 2005 zu HJK Helsinki. Am 5. Juni 2006 feierte sie ihr Debüt in der finnischen A-Nationalmannschaft im Spiel gegen Belgien. Im Sommer 2006 wechselte sie zum amtierenden deutschen Meister 1. FFC Turbine Potsdam, wo sie einen Vertrag über drei Jahre unterschrieb. Im August nahm sie an der U-20-Frauenfußball-Weltmeisterschaft 2006 in Russland teil. Während des Turniers zog sie sich einen Mittelfußbruch zu und fiel für mehrere Wochen aus. Ihr Debüt im Turbine-Dress gab sie am 11. Oktober 2006 im UEFA-Women’s-Cup-Viertelfinalhinspiel gegen Brøndby IF.
Es dauerte bis Oktober 2007, bis sie wieder auf den Platz zurückkehrte. Ihr erstes Tor für Turbine erzielte sie am 18. November 2007 im Spiel gegen den 1. FC Saarbrücken, am 24. August 2008 folgte der erste Treffer für die Nationalmannschaft im Testspiel gegen Schottland. Ihren ersten Titel in Deutschland gewann sie am 12. Januar 2008 mit dem DFB-Hallenpokal. 2009 wurde sie mit Turbine Deutscher Meister. Im DFB-Pokal brachte sie ihre Mannschaft durch ein Tor (Kopfball) im Viertelfinale gegen den VfL Sindelfingen ins Halbfinale (später auch Finale), welches jedoch gegen den FCR 2001 Duisburg verloren ging.
Nach der Saison 2008/09 wechselte sie zum schwedischen Verein AIK Solna und zur Saison 2010/11 dann zum deutschen Zweitligisten SC Freiburg. Mit Freiburg schaffte sie 2011 den Aufstieg in die Bundesliga. Seit 2015 spielt sie wieder für HJK Helsinki.

### Nationalmannschaft
Im März 2007 fuhr sie mit der finnischen Nationalmannschaft zum Algarve-Cup nach Portugal. Im ersten Gruppenspiel gegen Schweden knickte sie nach acht Minuten ohne gegnerische Einwirkung mit dem linken Fuß um. Später wurde wieder ein Mittelfußbruch diagnostiziert. 2007 wurde Sainio für die finnische U-23-Nationalmannschaft nominiert. Das Verletzungspech blieb ihr jedoch treu, sie erlitt während der Vorbereitung auf den Nordic Cup erneut einen Mittelfußbruch. 2009 nahm sie mit den Finninen in ihrer Heimat an der EM-Endrunde teil und wurde in drei Spielen eingesetzt. Nach einer 2:3-Niederlage im Viertelfinale gegen England schieden die Finninnen aus. In der Qualifikation für die EM 2013 wurde sie nur in den ersten drei Spielen eingesetzt. Für die Endrunde wurde sie nicht nominiert. Nach einer längeren Länderspielpause kam sie im Herbst 2020 zu zwei Kurzeinsätzen in der Qualifikation für die EM 2022. In den ersten sechs Spielen der Qualifikation für die WM 2023 wurde sie dreimal aus- und einmal eingewechselt.  Am 9. Juni 2022 wurde sie für die EM-Endrunde nominiert. Saino spielte alle drei Gruppenspielen.

## Erfolge
- Finnische Meisterin 2019
- Finnische Pokalsiegerin 2017, 2019
- Deutsche Meisterin 2009
- DFB-Hallenpokalsiegerin: 2008, 2009
- Meister der 2. Bundesliga Süd 2011